# Anders Nordentoft
Anders Nordentoft (11 oktober 1957) is een Deens componist.
De eerste lessen kreeg hij van zijn vader, een organist. Nordentoft kreeg zijn muziekopleiding in Kopenhagen aan Det Kongelige Danske Musikkonservatorium van docenten als Ib Nørholm en Hans Abrahamsen. Hij rondde zijn opleiding af bij Per Nørgård aan de voorloper van Det Jyske Musikkonservatorium in Aarhus. Nordentoft speelt gitaar, viool en piano, maar hij vindt zichzelf meer componist dan musicus. 
Een van zijn eerste werken Entgegen was nog extreem modern, maar later ging hij componeren in een stijl waarbij het lyrische en de melodie van meer belang werden. Een voorbeeld van dat laatste is zijn celloconcert Sweet kindness.
Nordentoft won diverse prijzen, waaronder in 1997 het "Carl Nielsen og Anne Marie Carl-Nielsens Legat" en in 2002 de "Edition Wilhelm Hansens Komponistpris". In 2017 had hij ongeveer zestig werken op zijn naam staan, waaronder de kameropera On this planet.
- Bibsys: 3115264
- Bibliothèque nationale de France: cb162159336 (data)
- Gemeinsame Normdatei: 1061114554
- International Standard Name Identifier: 0000 0000 8218 320X
- Library of Congress Control Number: n94121465
- Nationale Bibliotheek van Letland: 000114030
- MusicBrainz: 5f0fa31b-d7f9-4be5-8777-6cdb4b6186a6
- Nationale Bibliotheek van Israël: 987007319943405171
- LIBRIS: 137451
- Système universitaire de documentation: 160374391
- Virtual International Authority File: 33697238
- WorldCat: E39PBJqqr6dMcgCYwXgm6wqRKd